# Камењар (насеље)
Камењар је градско насеље Новог Сада. Смештен је између реке Дунав на југозападу, Адица на северу и Каменичког острва на истоку. У административном смислу, Камењар је подељен између месне заједнице "Адице" на западу и месне заједнице "Јужни Телеп" на истоку.

## Историја
Оно што Новосађани више од 20 година зову "Долина лопова", урбанисти су деценијама планирали као шумско подручје. Непосредно поред, од половине шездесетих година прошлог века након великих поплава када се приступило уређењу обала, била су викенд насеља Камењар I и II, "Асурџићева шума" и "Шајкашка". Ово су била викенд насеља са привременим објектима и све је уређивано на основу Урбанистичког решења из 1966. и 1972. године, које је донето на основу захтева Удружења спортских риболоваца Камењар.
Тај план је предвиђао - и то се углавном поштовало - да викенд куће буду до 25 квадрата, да су грађене од лаких грађевинских материјала, без ограда, без гаража и других помоћних објекта. Укупно је било планирано постојање 399 кућица и једног мањег угоститељског објекта. Тако је и било до половине деведесетих година. Тада на обали Дунава, у правцу ка западу, гледано од викенд насеља "Шајкашка", ничу куће - заправо виле са базенима и настаје оно што се зове "Долина лопова".
Колико се дивља градња овде разбуктала довољно говори податак да је градска власт на крају века обрисала урбанистички план за овај део обале и потом донела план који обухвата део Камењара V и VI. Информације из локалне управе од пре више од 15 година указивале су на то да је до пролећа 2003. године само у делу "Асурџићеве шуме" саграђено око 50 нелегалних објеката. 
Такође, тада је забележено да је на простору који обухвата Камењар V никло 30 кућа са још 29 помоћних објеката и гаража, као и да је било још неколико других објеката у изградњи. Урбанисти су тада навели да је то значајан раст јер су аеро-фото снимци из 1998. године показивали тек око двадесетак објеката. 
Новосадска власт је јула 2005. године усвојила урбанистички план како би легализовала објекте који су већ саграђени на мањем делу Камењара. Тада је предвиђено и да нови објекти могу да имају максимум 30 квадрата, приземље и поткровље, без могућности градње помоћних објеката, што се углавном није поштовало.  
Да градња овде никад није стала говоре аеро-фото и сателитски снимци из 2004, 2009, 2017. и 2021. године. Фотографије из ваздуха показују да је од 2004. до 2009. године градња углавном стагнирала, али се потом поново активирала и интензивно се градило у делу Камењара V и VI. Саграђено је више од десетак објеката. 
Све ове деценије земљиште, које је фактички корито реке пре насипа за одбрану од поплава, води се као власништво државе, шумско подручје којим управљају "Воде Војводине" преко "Шајкашке", на основу права коришћења.